# Taifun Neoguri (2008)
Taifun Neoguri (internationale Bezeichnung: 0801, JTWC-Bezeichnung: 02W, PAGASA-Name: Ambo) war der im Jahresverlauf früheste Taifun, der die Volksrepublik China traf. Der erste benannte Sturm der pazifischen Taifunsaison 2008, der seinen Namen nach dem koreanischen Wort für den Marderhund erhielt, bildete sich am 13. April 2008 aus einem Tiefdruckgebiet östlich der philippinischen Insel Mindanao. Nach dem Überqueren der Insel intensivierte sich der Sturm im Südchinesischen Meer in einen tropischen Sturm. Die atmosphärischen Bedingungen waren günstig für eine rasche Intensivierung, und Neoguri erlangte am 16. April den Status eines Taifuns. Der Taifun erreichte am 18. April, bei der Annäherung an Hainan, seine größte Stärke, bevor er nach Norden drehte. Aufgrund stärkerer Windscherung und über kühlerem Wasser schwächte sich Neoguri rapide ab und gelangte am 19. April im Süden der Volksrepublik China als minimaler tropischer Sturm über Land.
Im Süden der Philippinen brachte der Sturm starke Niederschläge mit sich. Starke Niederschläge verursachte Neoguri auch in der Volksrepublik China, wo ein Sachschaden von 296 Millionen Renminbi (2008: 42 Millionen US-Dollar; in heutigen Preisen 53 Millionen US-Dollar) entstand.

## Sturmverlauf

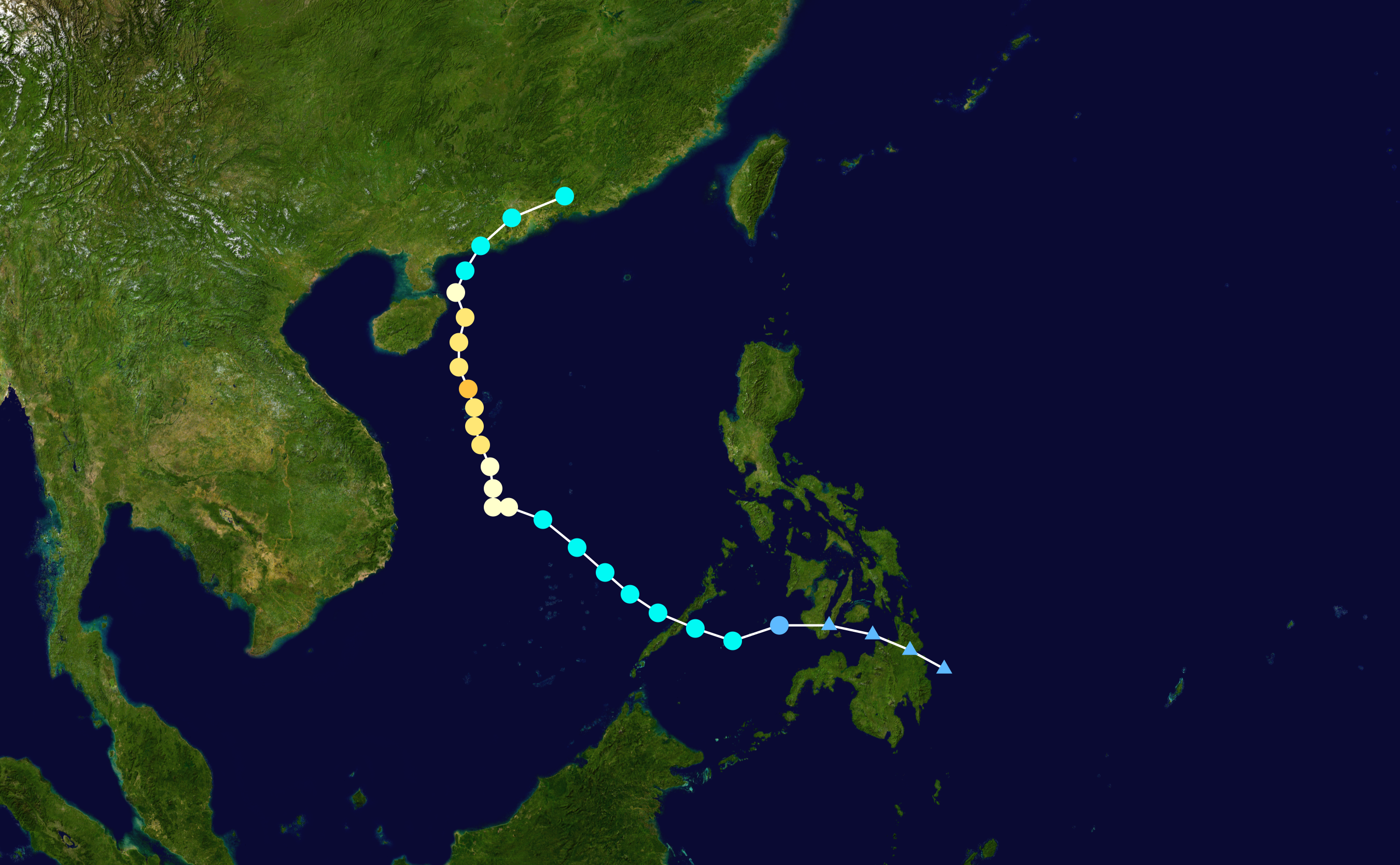
Zugbahn

Ost-nordöstlich von Palau bestand am 11. April ein Gebiet disorganisierter Konvektion, das in Verbindung mit einer tropischen Welle stand, und innerhalb des Systems war zwischen Palau und Yap ein Tiefdruckgebiet vorhanden. Unter einem sich entwickelnden Antizyklon liegend schafften die beschränkte Windscherung und die verstärkte Diffluenz sehr günstige Bedingungen für die Entwicklung des Systems. Bis zum 13. April hatte sich eine bodennahe Zirkulation gebildet und begann sich etwa 260 Kilometer südöstlich von Bislig City auf Mindanao zu konsolidieren. Etwa zur selben Zeit bildeten sich in das Zentrum reichende Regenbänder. Am 13. April um 12:00 Uhr UTC klassifizierte die Japan Meteorological Agency (JMA) das System als schwaches tropisches Tiefdruckgebiet. Die Entwicklung des Systems wurde ein bisschen behindert, als das System Mindanao und Negros überquerte, doch die Zirkulation konsolidierte sich weiter, während die Konvektionsbänder zunahmen. Im Tagesverlauf stufte die Philippine Atmospheric, Geophysical and Astronomical Services Administration (PAGASA) das System als Tropische Depression Ambo ein, und in der Frühe des 14. April klassifizierte das Joint Typhoon Warning Center (JTWC) das System als Tropisches Tiefdruckgebiet 02W, als dieses sich etwa 300 Kilometer nördlich der Zamboanga-Halbinsel befand. Um 03:00 Uhr UTC am 14. April befand sich Ambo nach Angaben von PAGASA innerhalb von Dumaguete City.
Das Tiefdruckgebiet zog weiter westwärts, entlang der südlichen Peripherie eines starken subtropischen Rückens, der sich von Südostasien bis nördlich von Luzon erstreckte. Als es in die Sulusee gelangte, konsolierten sich Konvektion und Zirkulation weiter, der Antizyklon in der Höhe sorgte für ausgezeichnete Ausströmung. Basierend auf Schätzungen mithilfe der Dvorak-Technik stufte das JTWC das Tiefdruckgebiet am Mittag des 14. April zum tropischen Sturm hoch. Am 15. April um 00:00 Uhr UTC stufte die JMA das System als vollwertige tropische Depression ein, und sechs Stunden später, nachdem das System die Insel Palawan überquert und in das Südchinesische Meer gelangt war, erklärte die JMA in Tokio als Regional Specialized Meteorological Centre (RSMC Tokyo) das System zum Tropischen Sturm Neoguri. Kurz darauf gab PAGASA die letzte Warnung aus, weil der Wirbelsturm deren Verantwortungsbereich verlassen hatte.
Nachdem sich das System zum tropischen Sturm intensiviert hatte, war die weitere Entwicklung durch eine leichte Verstärkung der Windscherung und die Hemmung der Ausströmung etwas beschränkt. Diese Bremsung der weiteren Entwicklung war jedoch nur vorübergehend, und am 16. April hatte sich die Organisierung rapide verbessert. In der Folge stufte die JMA Neoguri zu einem schweren tropischen Sturm hoch. Warme Wassertemperaturen trugen weiter zur Intensivierung des Sturmes bei, und im Zentrum der Konvektion bildete sich ein Auge. Um 12:00 Uhr UTC am 16. April klassifizierte die JMA Neoguri etwa 350 Kilometer östlich von Qui Nhon, Vietnam als Taifun. Ein sich annähernder subtropischer Trog lenkte den Taifun nordwestwärts, was die Ausströmung verstärkte und so zur weiteren Intensivierung beitrug. Das JTWC stellte den Höhepunkt im Lebenszyklus des Taifuns spät am 17. April mit einminütigen Windgeschwindigkeiten von 175 Kilometern pro Stunde fest, als sich das Zentrum in der Nähe der Paracel-Inseln befand. Die JMA bewertete den Höhepunkt anhand von zehnminütigen andauernden Windgeschwindigkeiten von 150 Kilometern pro Stunde in der Frühe des nächsten Tages fest, als Neoguri sich etwa 190 Kilometer östlich von Sanya an der Südspitze von Hainan befand.

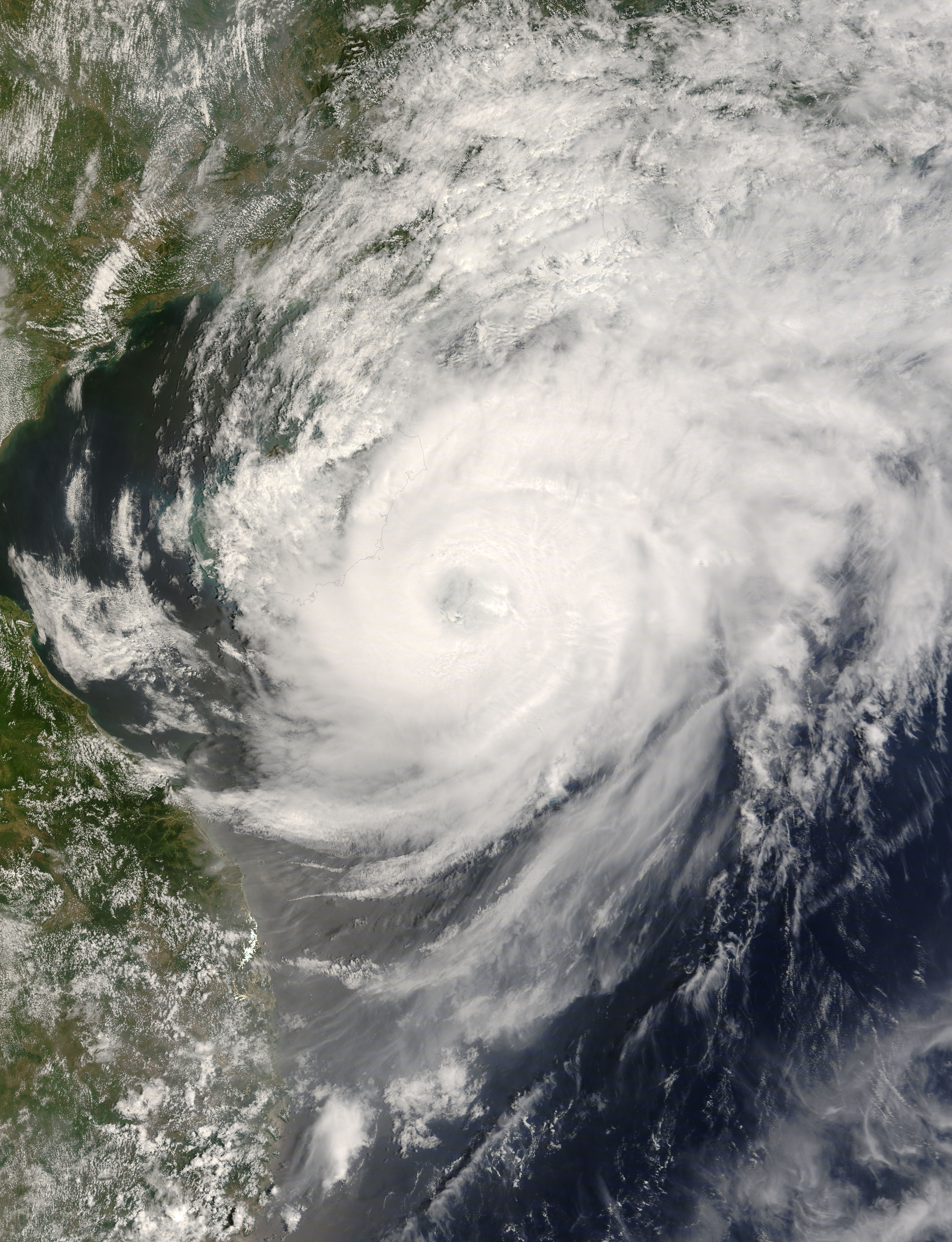
Taifun Neoguri am 18. April

Taifun Neoguri durchlief eine zyklische Eyewall-Neubildung, etwa zu der Zeit, in der Taifun seine größte Stärke entwickelte; die innere Eyewall kallabierte und die äußere Eyewall zog sich auf einen Durchmesser von 65 Kilometern zusammen. Nach dem Erreichen der höchsten Windgeschwindigkeit hatte sich der Taifun nach Norden gewandt, und das Chinesische Amt für Meteorologie stellte fest, dass sich Neoguri in der Nähe von Wenchang über der Küste Hainans bewegte. Andere Wetterdienste gaben an, dass sich der Taifun parallel zur Ostküste der Insel bewegte, sich jedoch über Wasser befand. Die Einwirkungen durch Land und Windscherung führten zu einer Abschwächung des Taifuns, der sich so bis zum 19. April zu einem tropischen Sturm abschwächte. Kühleres Wasser trug zur weiteren Abschwächung bei und verursachte das Erlöschen der Konvektion; die Zirkulation walzte sich aus. Vor dem Landfall in der Provinz Guangdong westlich von Macau als schwacher tropischer Sturm drehte Neoguri nach Nord-Nordosten. Neoguri erreichte das chinesische Festland früher als alle anderen aufgezeichneten tropischen Wirbelstürme, etwa zwei Wochen vor dem bisherigen frühesten Termin, der durch Taifun Wanda während der pazifischen Taifunsaison 1971 gesetzt wurde. Kurz nachdem Neoguri über Land gelangt war, gab das JTWC seine letzte Warnung aus, weil die Auflösung des Systems einsetzte.

## Vorbereitungen und Auswirkungen
Als Ambo (der lokale Name für den entstehenden Taifun Neoguri auf den Philippinen) direkt über weite Teile von Visayas und Mindanao hinwegzog, gab PAGASA Sturmwarnsignale aus. Signal Nummer eins wurde ausgegeben für den Süden von Negros, den Süden der Provinz Cebu, Bohol, Southern Leyte, Siquijor und Camiguin. Später wurde die Warnstufe gesenkt und schließlich aufgehoben, als der Sturm Palawan und das Südchinesische Meer erreichte.
Das tropische Tiefdruckgebiet führte in Teilen der Philippinen zu ergiebigen Niederschlägen, die auch Metro Manila einschlossen. In Cebu City führte Starkregen zu Überflutungen, die 62 Personen zum Verlassen ihrer Häuser zwang. Im Bereich der Camotes-Inseln brachte heftiger Wellengang ein Motorboot zum Kentern; eine der sechs Personen an Bord konnte nicht gerettet werden. Andererseits führte der Sturm für einige Tage zu einer Entspannung der wochenlangen Hitzewelle, die in Luzon herrschte.

3D-TRMM-Aufnahme des Taifuns vom 17. April

In der chinesischen Provinz Hainan kehrten etwa 21.800 Fischerboote vor dem Sturm in die Häfen zurück, und etwa 120.000 Personen wurden von Fischfarmen und aus niedrig gelegenen Küstengebieten evakuiert. Die Behörden unterbrachen den Fährverkehr zwischen Hainan und der Leizhou-Halbinsel auf dem Festland. Auf dem Meer harrten 56 Fischer in der Nähe der Paracel-Inseln aus; 38 von ihnen wurden kurz nach dem Sturm gerettet, die restlichen achtzehn galten zunächst als vermisst. Sie wurden nach 30 Stunden gefunden. Das Schiff, auf dem sie sich befanden, war gesunken, und die Crew hatte sich an Trümmer geklammert und Flöße gebaut, um im Wasser zu überleben. Weitere 18 chinesische und 22 vietnamesische Fischer blieben jedoch vermisst. Auf Hainan unterbrach Neoguri die Stromversorgung für die Stadt Wenchang.
Am Festland wurden kurzzeitig die Fährverbindungen zwischen Hongkong und Macau unterbrochen. Auf dem Hong Kong International Airport verspäteten sich mehr als 200 Flüge, etwa 30 Flüge fielen vollständig aus und 66 ankommende Flüge wurden umgeleitet. Das Hong Kong Observatory zeigte am 17. April sicherheitshalber ein Bereitschaftssignal. Einen Tag später wurde wegen starken Windes das Signal Nummer 3 aufgezogen; dabei handelte es sich um den frühesten Termin im Jahresverlauf, an dem das geschah. Auf dem Festland führte Neoguri zu heftigen Niederschlägen; eine Messstation meldete eine Tagesregenmenge von 237 mm. Starker Wind schädigte Kokosnuss- und Bananenstauden, der Schaden in der Landwirtschaft summierte sich auf über 200 Millionen RMB (2008, 28 Millionen USD; in heutigen Preisen 35 Millionen USD). Der Sachschaden an Bauwerken und Infrastruktur erreichte 96 Millionen RMB (2008, 14 Millionen USD; inflationsbereinigt 18 Millionen USD). In China wurden in Verbindung mit dem Sturm drei Opfer bestätigt. Zwei wurden durch eine Schlammlawine auf einer Straße verschüttet, eine weitere starb durch eine vom Wind davongeblasene Aluminiumtafel.

## Belege
1. ↑  Delta Forecast Team: April 11 Significant Tropical Weather Advisory. Joint Typhoon Warning Center, 2008, abgerufen am 16. April 2008 (englisch).
2. ↑  Delta Forecast Team: April 13 Significant Tropical Weather Advisory. Joint Typhoon Warning Center, 2008, abgerufen am 16. April 2008 (englisch).
3. ↑  Japan Meteorological Agency: April 13 Weather Summary. 2008, ehemals im Original (nicht mehr online verfügbar); abgerufen am 16. April 2008 (englisch). (Seite nicht mehr abrufbar. Suche in Webarchiven)  Info: Der Link wurde automatisch als defekt markiert. Bitte prüfe den Link gemäß Anleitung und entferne dann diesen Hinweis.
4. ↑  Joint Typhoon Warning Center: April 13 Tropical Cyclone Formation Alert. 2008, abgerufen am 16. April 2008 (englisch).
5. ↑  Philippine Atmospheric, Geophysical and Astronomical Services Administration: Tropical Depression „Ambo“ Severe Weather Bulletin Number One. 2008, archiviert vom Original (nicht mehr online verfügbar) am 4. Oktober 2018; abgerufen am 16. April 2008 (englisch).  Info: Der Archivlink wurde automatisch eingesetzt und noch nicht geprüft. Bitte prüfe Original- und Archivlink gemäß Anleitung und entferne dann diesen Hinweis.
6. ↑  Joint Typhoon Warning Center: Tropical Depression 02W Warning NR 001. 2008, abgerufen am 16. April 2008 (englisch).
7. ↑  i28.tinypic.com
8. ↑  Charlie Forecast Team: Tropical Storm 02W Prognostic Reasoning Warning NR 001. Joint Typhoon Warning Center, 2008, abgerufen am 8. Februar 2011 (englisch).
9. ↑  Japan Meteorological Agency: April 15, 0000z Tropical Cyclone Advisory. 2008, archiviert vom Original (nicht mehr online verfügbar) am 31. Juli 2016; abgerufen am 16. April 2008 (englisch).  Info: Der Archivlink wurde automatisch eingesetzt und noch nicht geprüft. Bitte prüfe Original- und Archivlink gemäß Anleitung und entferne dann diesen Hinweis.
10. ↑  Japan Meteorological Agency: April 15, 0600z Tropical Cyclone Advisory. 2008, archiviert vom Original (nicht mehr online verfügbar) am 31. Juli 2016; abgerufen am 16. April 2008 (englisch).  Info: Der Archivlink wurde automatisch eingesetzt und noch nicht geprüft. Bitte prüfe Original- und Archivlink gemäß Anleitung und entferne dann diesen Hinweis.
11. ↑  Philippine Atmospheric, Geophysical and Astronomical Services Administration: Tropical Storm ‚Ambo‘ Severe Weather Bulletin Number Eight. 2008, abgerufen am 16. April 2008 (englisch).
12. ↑  Alpha Forecast Team: Tropical Storm Neoguri Prognostic Reasoning Warning NR 007. Joint Typhoon Warning Center, 2008, abgerufen am 16. April 2008 (englisch).
13. ↑  Bravo Forecast Team: Tropical Storm Neoguri Prognostic Reasoning Warning NR 009. Joint Typhoon Warning Center, 2008, abgerufen am 16. April 2008 (englisch).
14. ↑  Japan Meteorological Agency: April 16, 0000z Tropical Cyclone Advisory. 2008, archiviert vom Original (nicht mehr online verfügbar) am 31. Juli 2016; abgerufen am 16. April 2008 (englisch).  Info: Der Archivlink wurde automatisch eingesetzt und noch nicht geprüft. Bitte prüfe Original- und Archivlink gemäß Anleitung und entferne dann diesen Hinweis.
15. 1 2  Alpha Forecast Team: Tropical Storm Neoguri Prognostic Reasoning Warning NR 011. Joint Typhoon Warning Center, 2008, abgerufen am 16. April 2008 (englisch).
16. ↑  Japan Meteorological Agency: April 16, 1200z Tropical Cyclone Advisory. 2008, archiviert vom Original (nicht mehr online verfügbar) am 31. Juli 2016; abgerufen am 16. April 2008 (englisch).  Info: Der Archivlink wurde automatisch eingesetzt und noch nicht geprüft. Bitte prüfe Original- und Archivlink gemäß Anleitung und entferne dann diesen Hinweis.
17. ↑  Charlie Forecast Team: Typhoon Neoguri Prognostic Reasoning Warning NR 015. Joint Typhoon Warning Center, 2008, abgerufen am 10. Februar 2011 (englisch).
18. ↑  Joint Typhoon Warning Center: Typhoon Neoguri Warning NR 016. 2008, abgerufen am 18. April 2008 (englisch).
19. ↑  Japan Meteorological Agency: April 18, 0300z Tropical Cyclone Advisory. 2008, archiviert vom Original (nicht mehr online verfügbar) am 31. Juli 2016; abgerufen am 18. April 2008 (englisch).  Info: Der Archivlink wurde automatisch eingesetzt und noch nicht geprüft. Bitte prüfe Original- und Archivlink gemäß Anleitung und entferne dann diesen Hinweis.
20. ↑  Delta Forecast Team: Typhoon Neoguri Prognostic Reasoning Warning NR 017. Joint Typhoon Warning Center, 2008, abgerufen am 10. Februar 2011 (englisch).
21. ↑  Du Guodong: Typhoon Neoguri disrupts air and sea traffic in Hong Kong. Xinhua, 19. April 2008, abgerufen am 10. Februar 2011 (englisch).
22. ↑  Delta Forecast Team: Typhoon Neoguri Prognostic Reasoning Warning NR 019. Joint Typhoon Warning Center, 2008, abgerufen am 10. Februar 2011 (englisch).
23. ↑  Bravo Forecast Team: Tropical Storm Neoguri Prognostic Reasoning Warning NR 021. Joint Typhoon Warning Center, 2008, abgerufen am 10. Februar 2011 (englisch).
24. ↑  Japan Meteorological Agency: April 19, 1200z Tropical Cyclone Advisory. 2008, archiviert vom Original (nicht mehr online verfügbar) am 31. Juli 2016; abgerufen am 19. April 2008 (englisch).  Info: Der Archivlink wurde automatisch eingesetzt und noch nicht geprüft. Bitte prüfe Original- und Archivlink gemäß Anleitung und entferne dann diesen Hinweis.
25. ↑  Staff Writer: Warning issued against all-time-early typhoon Neoguri. Xinhua, 18. April 2008, abgerufen am 10. Februar 2011 (englisch).
26. ↑  Bravo Forecast Team: Tropical Storm Neoguri Prognostic Reasoning Warning NR 023. Joint Typhoon Warning Center, 2008, abgerufen am 10. Februar 2011 (englisch).
27. ↑  Archivierte Kopie (Memento des Originals vom 4. Oktober 2018 im Internet Archive)  Info: Der Archivlink wurde automatisch eingesetzt und noch nicht geprüft. Bitte prüfe Original- und Archivlink gemäß Anleitung und entferne dann diesen Hinweis.
28. ↑  i26.tinypic.com
29. ↑  gmanews.tv
30. ↑  Jhunnex Napallacan: 62 persons flee flooding in Cebu City village. The Inquirer, 14. April 2008, archiviert vom Original (nicht mehr online verfügbar) am 28. November 2008; abgerufen am 10. Februar 2011 (englisch).
31. ↑  Mars W. Mosqueda Jr.: 1 crewman missing, 5 rescued as vessel sinks off Cebu. Manila Bulletin, 16. April 2008, archiviert vom Original (nicht mehr online verfügbar); abgerufen am 16. April 2008 (englisch).
32. ↑  gmanews.tv
33. ↑  Amber Yao: South China braces for typhoon Neoguri. Xinhua, 17. April 2008, abgerufen am 10. Februar 2011 (englisch).
34. ↑  An Lu: China evacuates 120,000 people as Typhoon Neoguri nears. Xinhua, 18. April 2008, abgerufen am 11. Februar 2011 (englisch).
35. 1 2  Shanghai Daily: Fishermen missing in wake of typhoon. 20. April 2008 (englisch, shanghaidaily.com).
36. ↑  Yan Liang: 18 Chinese fishermen rescued after sheltering in sea beacon from Typhoon Neoguri for nearly 30 hours. 21. April 2008, abgerufen am 10. Februar 2011 (englisch).
37. ↑  Hong Kong Observatory: Typhoon Neoguri. Hong Kong Observatory, 8. Mai 2008, abgerufen am 10. Februar 2011 (englisch).
38. ↑  Damon Pang: Typhoon Neoguri unlikely to put dampener on trial. The Standard, 18. April 2008, archiviert vom Original (nicht mehr online verfügbar) am 22. Mai 2011; abgerufen am 10. Februar 2011 (englisch).
39. ↑  Du Guodong: Typhoon Neoguri hits land again in south China. Xinhua, 19. April 2008, abgerufen am 10. Februar 2011 (englisch).
40. ↑  Hong Kong Observatory: April warmer, wetter than usual. 5. Mai 2008, archiviert vom Original (nicht mehr online verfügbar) am 11. Mai 2008; abgerufen am 10. Februar 2011 (englisch).
41. ↑  Zhao Yingquan: Neoguri weakens, debris everywhere. Xinhua, 19. April 2008, abgerufen am 10. Februar 2011 (englisch).
42. ↑  Amber Yao: Typhoon Neoguri kills 3 in Guangdong. Xinhua, 20. April 2008, abgerufen am 23. April 2008 (englisch).